# Тетрафосфат натрия
Тетраметафосфат натрия — неорганическое соединение,
соль натрия и тетрафосфорной кислоты с формулой Na4P4O12,
бесцветные кристаллы,
растворяется в воде,
образует кристаллогидраты.

## Получение
- Синтез в две стадии: растворение оксида меди в ортофосфорной кислоте с образованием тетрафосфата меди

{\displaystyle {\mathsf {2CuO+4H_{3}PO_{4}\ {\xrightarrow {}}\ Cu_{2}P_{4}O_{12}\downarrow +6H_{2}O}}}
полученный осадок добавляют к раствору сульфида натрия:
{\displaystyle {\mathsf {Cu_{2}P_{4}O_{12}+2Na_{2}S\ {\xrightarrow {}}\ Na_{4}P_{4}O_{12}+2CuS\downarrow }}}
- Двухстадийный синтез с образованием тетрафосфорной кислоты:

{\displaystyle {\mathsf {P_{4}O_{10}+2H_{2}O\ {\xrightarrow {10^{o}C}}\ H_{4}P_{4}O_{12}}}}
с последующей нейтрализацией едким натром:
{\displaystyle {\mathsf {4NaOH+H_{4}P_{4}O_{12}\ {\xrightarrow {\tau ^{o}C}}\ Na_{4}P_{4}O_{12}+2H_{2}O}}}
- Нагревание дигидрофосфата натрия с ортофосфорной кислотой с образованием дигидротетрафосфата натрия:

{\displaystyle {\mathsf {2NaH_{2}PO_{4}+2H_{3}PO_{4}\ {\xrightarrow {400^{o}C}}\ Na_{2}H_{2}P_{4}O_{12}+4H_{2}O}}}
с последующей нейтрализацией едким натром:
{\displaystyle {\mathsf {Na_{2}H_{2}P_{4}O_{12}+2NaOH\ {\xrightarrow {}}\ Na_{4}P_{4}O_{12}+2H_{2}O}}}

## Физические свойства
Тетрафосфат натрия образует бесцветные кристаллы.
Растворяется в воде,
не растворяется в этаноле и ацетоне.
Образует кристаллогидраты состава Na4P4O12•n H2O, где n = 4 и 10.
Кристаллогидрат Na4P4O12•10H2O при 40°С теряет 6 молекул воды.
В кристаллогидрате Na4P4O12•4H2O при 54°С происходит фазовый переход, а при 100°С происходит полное обезвоживание.

## Химические свойства
- Разлагается при нагревании:

{\displaystyle {\mathsf {3Na_{4}P_{4}O_{12}\ {\xrightarrow {400^{o}C}}\ 4Na_{3}P_{3}O_{9}}}}
- В щелочных растворах подвергается гидролизу:

{\displaystyle {\mathsf {Na_{4}P_{4}O_{12}+2NaOH\ {\xrightarrow {}}\ Na_{6}P_{4}O_{13}+H_{2}O}}}
в горячих растворах реакция идёт иначе:
{\displaystyle {\mathsf {Na_{4}P_{4}O_{12}+4NaOH\ {\xrightarrow {100^{o}C}}\ Na_{5}P_{3}O_{10}+Na_{3}PO_{4}+2H_{2}O}}}